# Take This Life
Take This Life är en singel från albumet Come Clarity av In Flames. Detta är inledningslåten på albumet och var den första singel som släpptes, i februari 2006. Låten "Leeches" är också med på singeln.
Låten är med i spelet Guitar Hero 3, och är en av bonuslåtarna som går att låsa upp.

## Bandsättning
- Anders Fridén – sång
- Daniel Svensson – trummor
- Peter Iwers – bas
- Jesper Strömblad – gitarr
- Björn Gelotte – gitarr